# Zamek Stillfriedów w Nowej Rudzie
Zamek Stillfriedów w Nowej Rudzie (niem. Schloss Neurode) – zabytkowy zamek w Nowej Rudzie.
Dawna rezydencja baronów von Stillfriedów, wzniesiona jako dwór obronny w końcu XIV w.

## Historia
Pierwsza historyczna wzmianka o zamku pochodzi z 1352. Podczas najazdu w 1428 spalony przez husytów. Rezydencja została rozbudowana na zamek w latach 1536–1550, 1593, 1633–1645 i 1675–1677 już za czasów Stillfriedów. Obecny kształt pochodzi z gruntownej przebudowy w latach 1700–1730 według projektu znanego włoskiego architekta Andrei Carove. Wtedy to rozebrano wieżę. Później znacznie przebudowany w 1796; między innymi rozebrano przedzamcze i mury obronne. Friedrich August Stillfried 9 lipca 1810 sprzedał swoje ziemie wraz z zamkiem szwagrowi brata, hrabiemu Antonowi von Magnisowi (1786-1861) z Bożkowa. Tak zakończył się 338-letni okres władania rodziny Stillfriedów nad Nową Rudą. W latach 1819–1868 w sali reprezentacyjnej odprawiane były nabożeństwa dla tutejszej wspólnoty ewangelickiej. Od lat 80. XIX wieku zamek był siedzibą zarządu kopalń; po 1945 dyrekcji Kopalni Węgla Kamiennego Nowa Ruda, w latach 1954–1975 powiatu noworudzkiego, a do 2001 ZOZ. W 2004 przeszedł w ręce prywatne.

## Właściciele
- 1472–1482 – Georg (Jerzy) I von Stillfried und Rattonitz (1420–1482)[2]
- 1482–1483 – Paweł von Stillfried und Ratienitz[2]
- 1482–1492 – Georg (Jerzy) II von Stillfried und Ratienitz (1459–1492)[2]
- 1492–1518 – Georg (Jerzy) III von Stillfried (zm. 1518)
- 1518–1524 Jakob von Stillfried und Rattonitz (1483–1524/9)[2]
- 1524–1554 – Georg (Jerzy) IV von Stillfried (1506–1554)[3]
- 1554–1566 – Róża Schaffgotsch, żona Jerzego IV
- 1566–1572 Georg (Jerzy) V von Stillfried (1548–1586)[3], wł. Jugowa, Zacisza, Drogosławia od 1572
- 1572–1580 Henryk von Stillfried (zm. 1580), wł. Nowej Rudy
- 1586 – Georg (Jerzy) VI von Stillfried
- 1586–1615 – Henryk von Stillfried – Starszy (1519–1615)[4]
- Jan (Hans) von Stillfried Rattonitz (1549–1609), wł. Drogosławia, Jugowa od 1600
- 1615–1637 – Bernhard I von Stillfried (1567–1537)
- 1637–1669 – Bernhard II von Stillfried (1611–1669)[4]
- 1669–1702 – Bernhard III von Stillfried und Rattonitz (1641–1702)[5]
- 1702–1720 – Raymund Erdmann Anton baron Stillfried von Rattonitz (1672–1720)
- 1720–1739 – Johann Joseph I baron Stillfried von Rattonitz (1695–1739)
- 1739–1761 – Anna von Stillfried hrabina von Salburg (1703–1761)[6], żona Johanna Josepha I
- 1761–1767 – Michael Raymund baron Stillfried und Rattonitz (1730–1796)
- 1767–1773 – Augustyn von Stillfried
- 1773–1796 – Michał Rajmund von Stillfried
- 1796–1805 – Johann Joseph (Jan Józef) II, hrabia Stillfried und Rattonitz (1762–1805)[7]
- 1805–1810 Fryderyk August von Stillfried[6]

## Architektura
Okazały zamek czteroskrzydłowy z wewnętrznym dziedzińcem wznosi się na krawędzi skarpy górnego miasta. Budynek posiada pięcioosiowy dwukondygnacyjny ryzalit dzielony pilastrami z salą półtorakondygnacyjną na piętrze; gładkie elewacje, okna w opaskach z naczółkami, nad oknami oculusy. Pozostałe skrzydła nakryte są łamanymi dachami.

## Rezydencje Stillfriedów
- Dwór Dolny we Włodowicach
- Dwór Górny w Nowej Rudzie
- Dwór Stillfriedów w Drogosławiu
- Pałac w Jugowie